# Annessione Picena
Annessione Picena è stato un giornale di propaganda liberale fondato a Macerata il 1º ottobre 1860 durante il governo del Regio Commissario straordinario per le Marche Lorenzo Valerio.

## Storia
Il quotidiano uscì il 1º ottobre 1860 dalla redazione di Macerata, durante la reggenza del Governo Provvisorio locale.
Redattore fu il marchese Matteo Ricci.
Il foglio fu espressione della nuova classe dirigente che, a seguito degli avvenimenti risorgimentali nelle Marche (battaglia di Castelfidardo), si sostituì a quella dello Stato Pontificio e si rivolse, inoltre, a tutti i ceti sociali e a tutti i Comuni della Provincia di Macerata.
Il periodico venne utilizzato anche come Gazzetta Ufficiale per la pubblicazione degli atti amministrativi del governo Valerio.
Gli obiettivi dell'editoriale furono quelli di conseguire l'annessione elettorale all'Italia di Vittorio Emanuele II, il sostegno della politica governativa contro ogni estremismo e la difesa degli interessi locali (nel rispetto dell'ordinamento nazionale italiano).
Inizialmente il giornale adottò una campagna durissima contro il cessato regime pontificio, prospettando le nuove opportunità e possibilità che la Monarchia Sabauda avrebbe offerto a tutti i ceti sociali.
Ben presto, però, l'Annessione Picena portò alla luce il malumore maceratese provocato dall'operato del governo Valerio, iniziando a svolgere un'azione critica e di controllo sulle disposizioni del Regio Commissario. Questo cambio di rotta cominciò ad intravedersi a partire dal 21 novembre del 1860, quando venne pubblicato un articolo, intitolato Cosa Chiediamo al Governo, in cui furono elencati i doveri di una buona amministrazione.
A partire dal 12 dicembre dello stesso anno il foglio cessò di essere giornale ufficiale dell'esecutivo regionale, per diventare vero e proprio organo di opposizione, ciò avrebbe comportato le dimissioni del redattore.
Il 23 febbraio del 1861 il quotidiano terminò le pubblicazioni, poco prima la proclamazione del Regno d'Italia e poco dopo l'avvenuta annessione delle Marche.